# BMX-Rennsport-Weltmeisterschaften/BMX-Rennen der Junioren
Das BMX-Rennen der Junioren ist ein Wettbewerb bei den BMX-Rennsport-Weltmeisterschaften. Es wird mit 20-Zoll-Rädern ausgetragen und richtet sich an die Kategorie der Junioren, also 17- und 18-jährige männliche Fahrer.
In seiner jetzigen Form besteht der Wettbewerb seit 1996, als die Organisation der Weltmeisterschaften in die alleinige Verantwortung des Radsport-Weltverbands UCI überging. In der zuvor von der International BMX Federation (I.BMX.F) verantworteten Veranstaltung gab es Kategorien namens Junior 16 und Junior 17. Mit der Übernahme durch die UCI wurden die in anderen Radsport-Disziplinen üblichen Kategorien eingeführt.

## Palmarès
| Jahr | Austragungsort                        | Gold                                  | Silber                                | Bronze                                |
| ---- | ------------------------------------- | ------------------------------------- | ------------------------------------- | ------------------------------------- |
| 1996 | Brighton                              | Carmine Falco                         | Jason Whitted                         | Thierry Fouilleul                     |
| 1997 | Saskatoon                             | Ivo Lakučs                            | Thierry Fouilleul                     | Mickael Deldycke                      |
| 1998 | Melbourne                             | Brandon Meadows                       | Mickael Deldycke                      | Luke Madill                           |
| 1999 | Vallet                                | Dan Shanahan                          | Steve Larralde                        | Kelvin Batey                          |
| 2000 | Córdoba                               | Jason Ream                            | Santiago Romero                       | Allan Duarte                          |
| 2001 | Louisville                            | Donny Robinson                        | Ian Stoffel                           | Jérémy Cotte                          |
| 2002 | Paulínia                              | Pablo Gutierrez                       | Taylor Wells                          | Edwin Montoya                         |
| 2003 | Perth                                 | Artūrs Matisons                       | Manuel López                          | Sander Bisseling                      |
| 2004 | Valkenswaard                          | Michael Fenwick                       | Thomas Hamon                          | Ivo van der Putten                    |
| 2005 | Paris                                 | Micael Cesar                          | Benoît Leroy                          | Edgar Bisseling                       |
| 2006 | São Paulo                             | Moana Moo-Caille                      | Martijn Scherpen                      | Ramiro Marino                         |
| 2007 | Victoria                              | Yvan Lapraz                           | Joey Bradford                         | Logan Collins                         |
| 2008 | Taiyuan                               | Sam Willoughby                        | Vincent Pelluard                      | Denzel Stein                          |
| 2009 | Adelaide                              | Sam Willoughby                        | André Fosså Aguiluz                   | Anthony Dean                          |
| 2010 | Pietermaritzburg                      | Sylvain André                         | Kristers Lejiņš                       | Twan van Gendt                        |
| 2011 | Kopenhagen                            | Alfredo Campo                         | Trent Woodcock                        | Antonin Dupire                        |
| 2012 | Birmingham                            | Carlos Ramírez                        | Maliek Byndloss                       | Léopold Tramier                       |
| 2013 | Auckland                              | Sean Gaian                            | Gonzalo Molina                        | Jérémy Rencurel                       |
| 2014 | Rotterdam                             | Niek Kimmann                          | Sean Gaian                            | Romain Racine                         |
| 2015 | Heusden-Zolder                        | Nicolás Torres                        | Collin Hudson                         | Romain Racine                         |
| 2016 | Medellín                              | Maynard Peel                          | Mathis Ragot-Richard                  | Cédric Butti                          |
| 2017 | Rock Hill                             | Cédric Butti                          | Kevin van de Groenendaal              | Mikus Strazdiņš                       |
| 2018 | Baku                                  | Léo Garoyan                           | Juan Camilo Ramírez                   | Mauricio Molina                       |
| 2019 | Heusden-Zolder                        | Tatyan Lui-Hin-Tsan                   | Oliver Moran                          | Nathanaël Dieuaide                    |
| 2020 | nicht ausgetragen (COVID-19-Pandemie) | nicht ausgetragen (COVID-19-Pandemie) | nicht ausgetragen (COVID-19-Pandemie) | nicht ausgetragen (COVID-19-Pandemie) |
| 2021 | Papendal                              | Marco Radaelli                        | Louison Rousseau                      | Drew Polk                             |
| 2022 | Nantes                                | Julian Bijsterbosch                   | Jaymio Brink                          | Wannes Magdelijns                     |
| 2023 | Glasgow                               | Thomás Maturano                       | Federico Capello                      | Tommaso Frizzarin                     |
| 2024 | Rock Hill                             | Joshua Jolly                          | Niels Appermont                       | Valentino Vallejo                     |
| 2025 | Kopenhagen                            | Evan Oliveira                         | Clément Rocherieux                    | Lucas Zhou                            |

## Medaillenspiegel
| Platz  | Land               | Gold | Silber | Bronze | Gesamt |
| ------ | ------------------ | ---- | ------ | ------ | ------ |
| 1      | Frankreich         | 7    | 8      | 9      | 24     |
| 2      | Vereinigte Staaten | 5    | 8      | 3      | 16     |
| 3      | Australien         | 4    | 1      | 2      | 7      |
| 4      | Niederlande        | 2    | 3      | 4      | 9      |
| 5      | Argentinien        | 2    | 3      | 2      | 7      |
| 6      | Lettland           | 2    | 1      | 1      | 4      |
| 7      | Schweiz            | 2    | 0      | 1      | 3      |
| 8      | Kolumbien          | 1    | 2      | 1      | 4      |
| 9      | Neuseeland         | 1    | 1      | 0      | 2      |
| 10     | Italien            | 1    | 0      | 1      | 2      |
| 11     | Ecuador            | 1    | 0      | 0      | 1      |
| 11     | Portugal           | 1    | 0      | 0      | 1      |
| 13     | Belgien            | 0    | 1      | 1      | 2      |
| 14     | Norwegen           | 0    | 1      | 0      | 1      |
| 15     | Brasilien          | 0    | 0      | 1      | 1      |
| 15     | Chile              | 0    | 0      | 1      | 1      |
| 15     | Großbritannien     | 0    | 0      | 1      | 1      |
| 15     | Kanada             | 0    | 0      | 1      | 1      |
| Gesamt | Gesamt             | 29   | 29     | 29     | 87     |